# Дезидери, Стефано
Стефано Дезидери (итал. Stefano Desideri, 3 июля 1965, Рим) — итальянский футболист, полузащитник. По завершении игровой карьеры — футбольный тренер.
В качестве игрока прежде всего известен выступлениями за клуб «Рома», а также олимпийскую сборную Италии.
Двукратный обладатель Кубка Италии.

## Клубная карьера
Воспитанник футбольной школы клуба «Рома».
Во взрослом футболе дебютировал в 1984 году выступлениями за команду клуба «Пьяченца», в которой на условиях аренды провел один сезон, приняв участие в 20 матчах чемпионата.
Своей игрой за эту команду привлек внимание представителей тренерского штаба главной команды клуба «Рома», в состав которого вернулся в 1985 году. Отыграл за «волков» следующие шесть сезонов своей игровой карьеры. Большинство времени, проведенного в составе «Ромы», был основным игроком команды. За это время дважды завоевывал титул обладателя Кубка Италии.
С 1991 по 1997 год играл в составе команд клубов «Интернационале» и «Удинезе».
Завершил профессиональную игровую карьеру в клубе «Ливорно», за команду которого выступал 1998 года.

## Выступления за сборные
1986 года привлекался в состав молодежной сборной Италии. На молодёжном уровне сыграл в 3 официальных матчах.
1988 года защищал цвета олимпийской сборной Италии. В составе сборной был участником футбольного турнира на Олимпийских играх 1988 года в Сеуле, провел 3 матча, забил 1 гол.

## Карьера тренера
Начал тренерскую карьеру вскоре после завершения карьеры игрока в 1999 году, в качестве помощника главного тренера швейцарского клуба «Лугано». В 2000 году возглавлял тренерский штаб клуба «Марсала». В 2001 году возглавлял клуб «Астреа». С 2012 по 2014 году работал менеджером в клубе «Фиорентина».
С 2014 года работает в индийском клубе «Пуна Сити» в качестве технического менеджера.

## Титулы и достижения
- Обладатель Кубка Италии (2):

«Рома»: 1985/86, 1990/91